# De Constantia

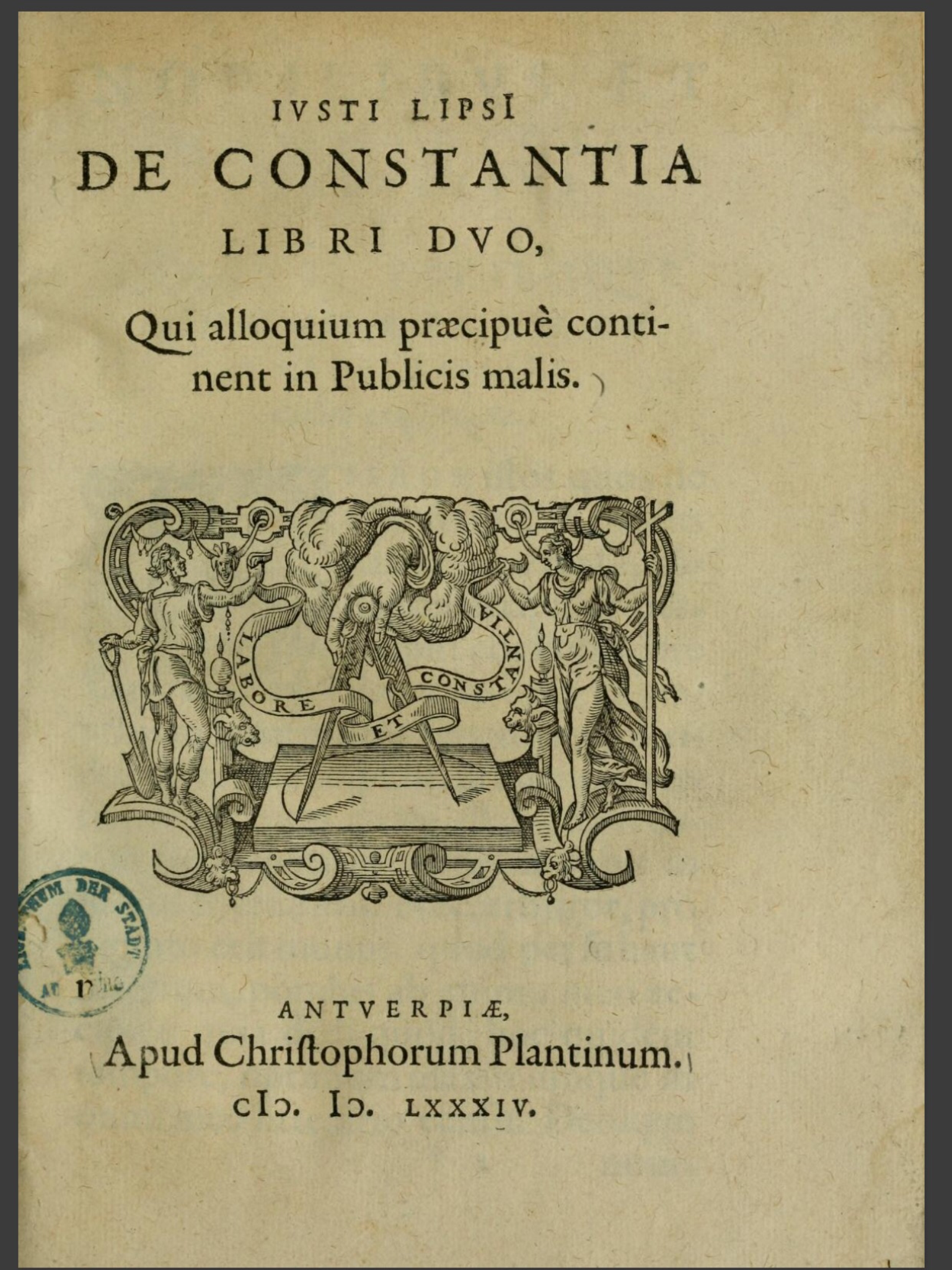
(1584)

De Constantia was het beroemdste werk van Justus Lipsius. Het in Latijn geschreven boek verscheen in 1583/1584 in twee delen, met een adres van zowel de Leidse als de Antwerpse Officina Plantiniana. Het betrof een filosofische uiteenzetting-in-dialoogvorm, zoals ook Seneca die hanteerde. Lipsius steunde in De Constantia in hoge mate op diens stoïsche filosofie. Humanisten prezen het werk, maar geestelijken - en bijvoorbeeld ook Coornhert - hadden bezwaren. Zij vonden de stoïsche opvattingen die Lipsius verkondigde niet altijd aanvaardbaar vanuit een christelijk perspectief. Van De Constantia verschenen meer dan tachtig edities tussen de 16de en 18de eeuw, in vele vertalingen. In het Nederlands werd het werk vertaald en uitgegeven als Twee boecken van de stantvasticheyt, onder andere door Moretus
en Dirck Pietersz. Pers. In 1983 verscheen van de hand van Piet Schrijvers een vertaling onder de naam Over standvastigheid bij algemene rampspoed.
Onder standvastigheid verstond Lipsius het vermogen om 'vrijwillig en zonder klagen' alles te verduren wat je overkomt. De Constantia werd dan ook geschreven in roerige tijden, en is door Herman Franke wel omschreven als "troostboek".